# Limnanthes floccosa
Limnanthes floccosa är en sumpörtsväxtart som beskrevs av Howell. Limnanthes floccosa ingår i släktet sumpörter, och familjen sumpörtsväxter.

## Underarter
Arten delas in i följande underarter:
- L. f. bellingeriana
- L. f. californica
- L. f. floccosa
- L. f. grandiflora
- L. f. pumila

## Bildgalleri

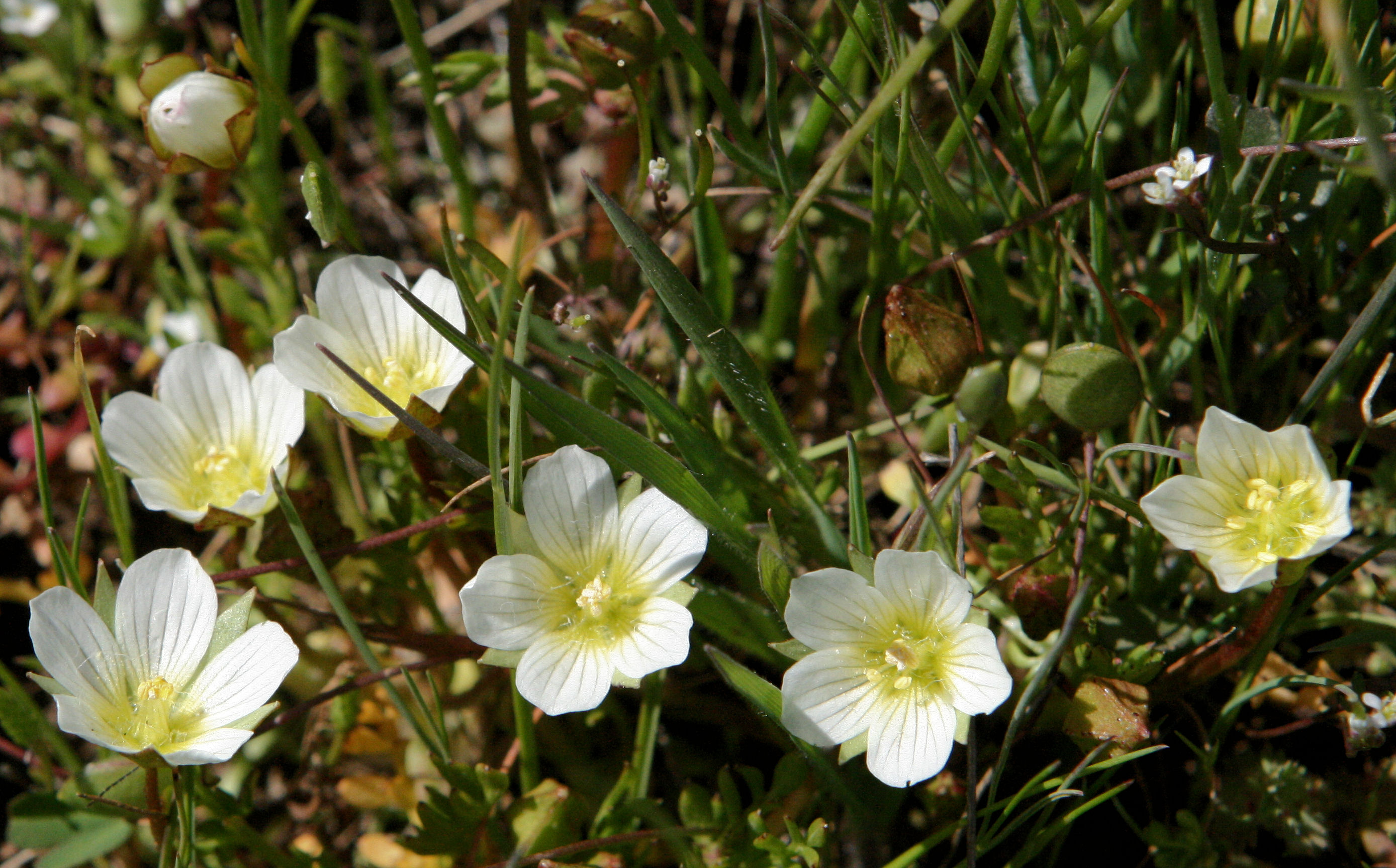